# Eigenfeuchte Pflanze
Eigenfeuchte Pflanzen oder homoiohydrische Pflanzen ist ein Begriff aus der Betrachtung verschiedener Pflanzen unter dem Aspekt des abiotischen Umweltfaktors Feuchtigkeit. Homoiohydrische Pflanzen sind Pflanzen, die einen relativ gleichmäßig hohen, von der umgebenden Atmosphäre weitgehend unabhängigen Wasserhaushalt im Organismus aufrechterhalten können. Allerdings benötigen sie dazu u. a. ein wirksames Abschlussgewebe, ein funktionstüchtiges Wasserleitungssystem und Wasserspeichergewebe sowie die Möglichkeit zur Regulation des Gaswechsels. Homoiohydrische Pflanzen gehören deshalb durchweg zu den Sprosspflanzen.
Sie sind das Gegenstück zu den wechselfeuchten Pflanzen.

## Merkmale
Eigenfeuchte Pflanzen sind meist Gefäßpflanzen und in ihrem Bau stärker von Wasservorkommen an ihrem Standort abhängig, als wechselfeuchte, denn die Aufnahme oder Abgabe von Wasser selbst, entweder durch ihren Bau oder durch pflanzen(art)spezifische Mechanismen (z. B. gezieltes Öffnen der Spaltöffnungen). Alle diese Pflanzen verfügen je nach Standort über mehr oder wenige ausgeprägte Wurzeln, Vorrichtungen zum Einspeichern von Wasser, bzw. zu dessen Abgabe und isolierende Wachsschicht nach außen (Kutikula). Auch die Größe der Blätter variiert je nach Standort sowie die Anzahl und Größe der Spaltöffnungen auf ihnen.
So sind große Blätter ohne Kutikula und ein wenig ausgeprägtes Wurzelwerk typisch für einen feuchten Standort, während in extrem trockenen Regionen eher Kakteen mit dicken Blättern mit verholzten Außenwänden und tiefgreifenden Wurzeln charakteristisch sind.

## Einteilung eigenfeuchter Pflanzen
Es fällt schwer, ein allgemeines, äußeres Erscheinungsmerkmal der eigenfeuchten Pflanzen zu beschreiben, da sie je nach ihrem Standort eine ganz unterschiedliche Anpassung und deshalb auch einen ganz unterschiedlichen Aufbau haben. 
Man unterscheidet:
- Hydrophyten
- Hygrophyten
- Mesophyten
- Xerophyten
- Sukkulenten